# Момир Богићевић
Момир Богићевић (Бурађа, 1895—1942) био је земљорадник, учесник Првог светског рата и носилац Карађорђеве звезде са мачевима.
Рођен је 1. маја 1895. године у Бурађи, засеоку Негбине, тада општина Чајетина у породици земљорадника Богића и Стане. Кад је почео Први светски рат ступио је у 15. пешадијски пук. Јунаштвом се истицао током свих борби, али је посебну храброст показао на Солунском фронту, када је примљен у специјалну бомбашку јединицу, која је напала бугарске положаје на Белици, на планини Кожуф. Током напада је био рањен, одакле је био пренесен у болницу и дуго остао на лечењу.
После рата вратио се у родно село, бавио се земљорадњом и једно време био жандарм у Радоињи. Убијен је, после мучења, од стране четника 23. јануара 1942. године у Бурађи. Родбина и мештани тврде да је Момирова једина кривица женидба из комунистичке куће Друловић, одакле је била родом прва жена Крстонија.

## Одликовања
- Сребрни Орден Карађорђеве звезде са мачевима
- Сребрна Медаља за храброст Милош Обилић
- Медаља Краља Петра
- Албанска споменица